# Belgische mortier 21 cm M 1894

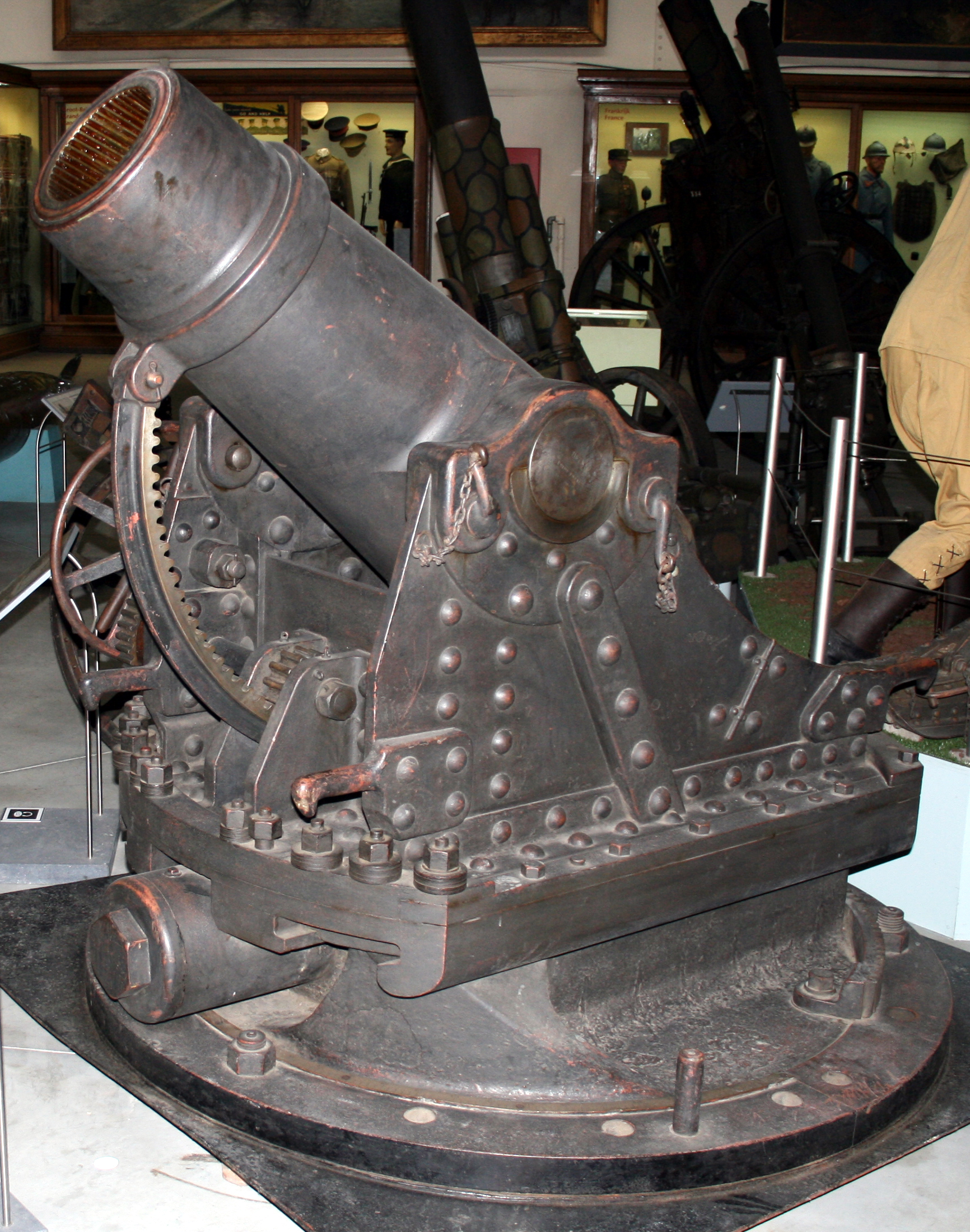

De Belgische mortier 21 cm M 1894 wordt afgeleid van een mortier met getrokken loop ontworpen als vestinggeschut in 1880 met en kaliber van 10 cm. Van deze vuurmond worden nadien de stukken met kaliber 15 cm, 21 cm en 24 cm afgeleid. Deze mortieren hebben een vrijwel identiek uiterlijk.
Het stuk is een achterlader zonder terugloopmechanisme. Belgische vestingtroepen oefenden met deze 21 cm mortier onder andere op het schietveld van Brasschaat.

## Technische data

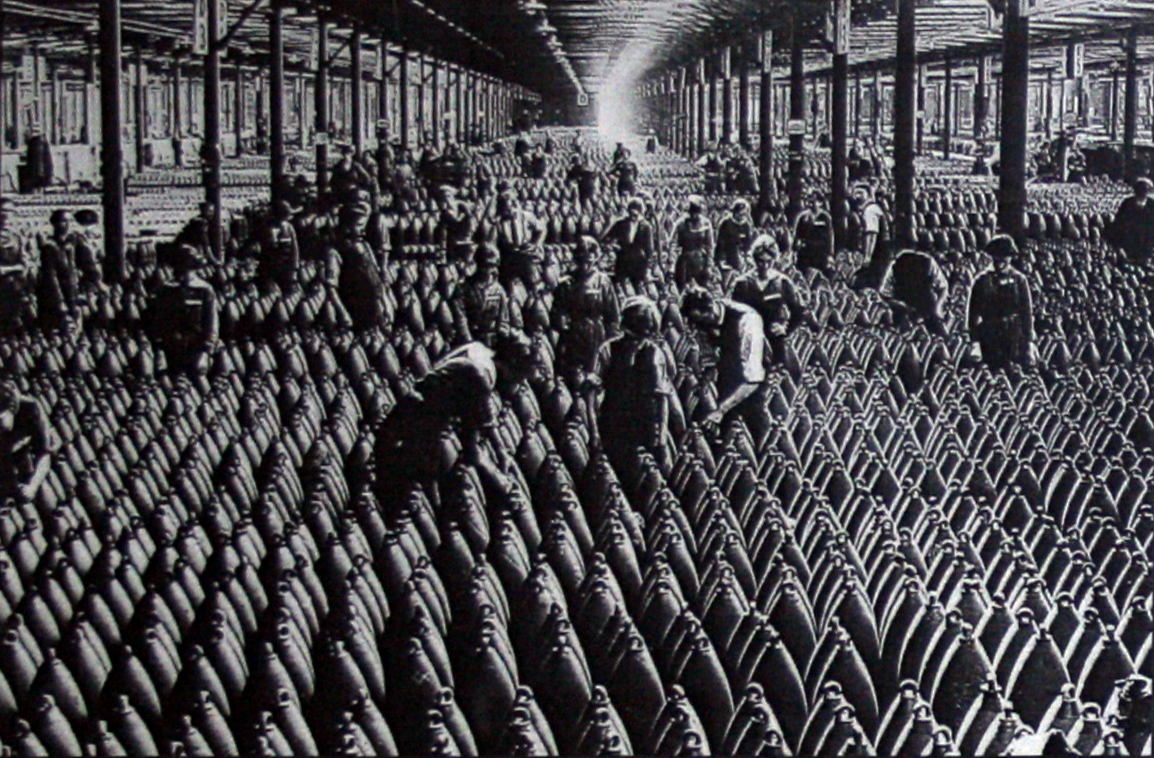
Opslag van mortiergranaten in een Belgische munitiefabriek, eind 19e eeuw

| Kaliber | Elevatie  | Richting |
| ------- | --------- | -------- |
| 210 mm  | +15° +60° | 120°     |

## Munitie
De buskruitgranaat 21 cm met een explosieve vulling van buskruit en na 1885, de tienmaal krachtigere brisantgranaat.

## Bron
Koninklijk Museum van het Leger en de Krijgsgeschiedenis, Brussel